# 南摩拉瓦河
南摩拉瓦河（塞爾維亞語、馬其頓語：Јужна Морава、Južna Morava）是塞爾維亞南部的一條河流、多瑙河右支大摩拉瓦河兩條源頭之一。全長295公里，流面積15,469平方公里。
南摩拉瓦河起源於北馬其頓北部山區，向東北流經科索沃東南部，進入中塞爾維亞後經弗拉涅、萊斯科瓦茨等城市，在斯塔拉奇與西摩拉瓦河匯流。